# Прапор і герб кантону Базель-Штадт
Герб міста Базель та напівкантону Базель-Штадт — чорний базельштаб, що нспрямований ліворуч (геральдично: праворуч) на білому (геральдично: срібному) полі. Кольори кантону — білий та чорний.
Символом базельштабу є вигнута пастухова патериця єпископів. Три поперечні балки переривають цю патерицю, який розширюється донизу і закінчується трьома зубцями. Найдавніше відоме зображення єпископської патериці можна знайти на монетах, викарбуваних в ХІ столітті. На монетах і печатках можна простежити еволюцію від тонкого посоха до геральдичної форми, що закінчується трьома зубцями внизу, яка була досягнута в другій половині XIV століття.
Серед щитотримачів є леви, дикі люди, ангели, а з XV століття — василіски — дракони з головою півня та зміїним хвостом.

## Герб
За Мюлеманом (1977), герб кантону Базель-Штадт виглядає так:
У сріблі чорний базельштаб.
Вексилологічний опис прапора Базель-Штадта такий: «Білий з чорним базельштабом». Завжди слід бути обережним, щоб підняти прапор так, щоб волюта була повернута до щогли.
Вексилолог Луї Мюлеман у своїй книзі повідомляє, що три кінці жезла могли символізувати якір, рибальський тризуб або навіть морський гачок, оскільки місто знаходилося на берегах Рейну. Це геральдичне пояснення також зазначає геральдист Адольф Готьє.

## Історія
Базельштаб — стилізована копія єпископської патериці. Єпископська патериця з'являється ще в 1100 році на тонкому пенні, викарбуваному в Базелі. Геральдична форма, яка звужується до трьох кінців внизу, вперше з'являється в такому вигляді на стеблері (Stäbler), срібній монеті вартістю півпення, що карбувалась містом за власним законом про карбування монет приблизно з 1370 року. Ян В'єнський (правив 1365—1382) був першим єпископом, який використав базельштаб у другому гербі поруч із гербом своєї родини на своїй печатці. З XV століття єпископи Базеля також щоквартально використовували базельштаб у своїх гербах. Спочатку жезл був червоним, а вістря чорними. У 1380 році місто прийняло жезл у своїй назві, але після суперечки з єпископом воно повернуло кінчик ліворуч. Зміна кольору єпископського жезла з червоного на чорний невідома, але мала статися до середини XIV століття, період, у якому зараз зберігаються записи про чорний хрест. У цій формі патериці потім був прийнятий на Базельському прапорі у другій половині XV століття, а нарешті також на міському гербі (близько 1500 року).
1512 року Папа Юлій II подарував місту новий прапор. Він зображував золоту єпископську патерицю. Сам юліусбаннер втрачено, але цю покращену версію герба можна побачити й сьогодні на хорі церкви Святого Леонарда. Базель, ймовірно, повернувся до чорного базельштаба з Реформацією 1529 року. Після Реформації місто та єпархія остаточно розділилися. Території, що контролювалися містом, були реформовані. Базельське князь-єпископство використовувало як свій герб червоний базельштаб, тоді як місто використовувало чорний базельштаб.
Щитотримачі також датуються початком XIV століття. Спочатку популярними фігурами були ангели, але до кінця XV століття їх замінили спочатку леви, а потім василіски. Лише у ХІХ столітті як щитотримач василіск зник. Пізніше як щитотримача іноді використовували дику людину.
Після розділення двох Базельських кантонів у 1834 році герб Лісталя був використаний як основа для нового кантонального герба. З 1832 по 1999 рік дві форми Базельштабу також зображувалися поруч на гербі двох напівкантонів федерального кантону Базель.
Форма жезла змінювалася протягом століть, але нинішня форма жезла датується липнем 1976 року, під час сторіччя муніципалітету Базеля. Саме Фонд Крістофа Мерлана запропонував муніципальній владі прапор, що стилізовано відтворює жезл. Прапор був розроблений графічним дизайнером Еді Хаурі.
З 1834 по 1998 рік дві форми Базельштабу також зображувалися поруч на гербі двох напівкантонів федерального кантону Базель; з 1999 року позначення «напівкантон» більше не є офіційним, і колишні напівкантони з того часу офіційно називаються кантонами. Прапор двох Базелів використовується деякими громадянами, які бажають знову об'єднати два кантони. Під час голосування щодо можливого об'єднання 28 вересня 2014 року цей прапор часто використовувався в політичній кампанії прихильників об'єднання. 7 грудня 1969 року було організовано перше подібне голосування і, як і в 2014 році, громадяни Базель-Шдадту схвалили злиття, тоді як громадяни Базель-Ланду відхилили його. Іноді під час урочистих заходів прапор двох Базелів, як і прапор двох Аппенцеллів або Унтервальда, використовується для представлення колишніх напівкантонів.
Герби обох Базелів видно лише в одному місці, і не в значній мірі, на федеральній печатці. У 1848 році Фрідріху Аберлі, синові Йоганна Аберлі, було доручено внести зміни до Великої федеральної печатки, створеної в 1815 році його батьком. Уряд доручив йому для Великої печатки об'єднати герб Базель-Ланду з гербом Базель-Штадту.
Геральдичний опис: «Розділений на дві частини: перша частина — місто Базель, друга частина — Базельська сільська область».
Патериця Базель-Штадту завжди знаходиться ближче до древка, оскільки кантон має перевагу над кантоном Базель-Ланду.

## Інші вексилологічні та геральдичні зображення
Прапор також випускається у вигляді орифлами, з хвостом або з плоскою основою. Прапор-орифлама кантонів, на якому у верхній частині зображено прапор кантону, а в нижній частині — кольори кантону, називається «повним» прапором.
Герб можна знайти на задніх номерних знаках транспортних засобів, зареєстрованих у кантоні Базель-Ланд.

## Галерея

Прапор Базельського князь-єпископства
Герб Базельського князь-єпископства (~999–1803)
Прапор Базель і кантону Базель-Ланд
Герб міста Базель і кантону Базель-Ланд
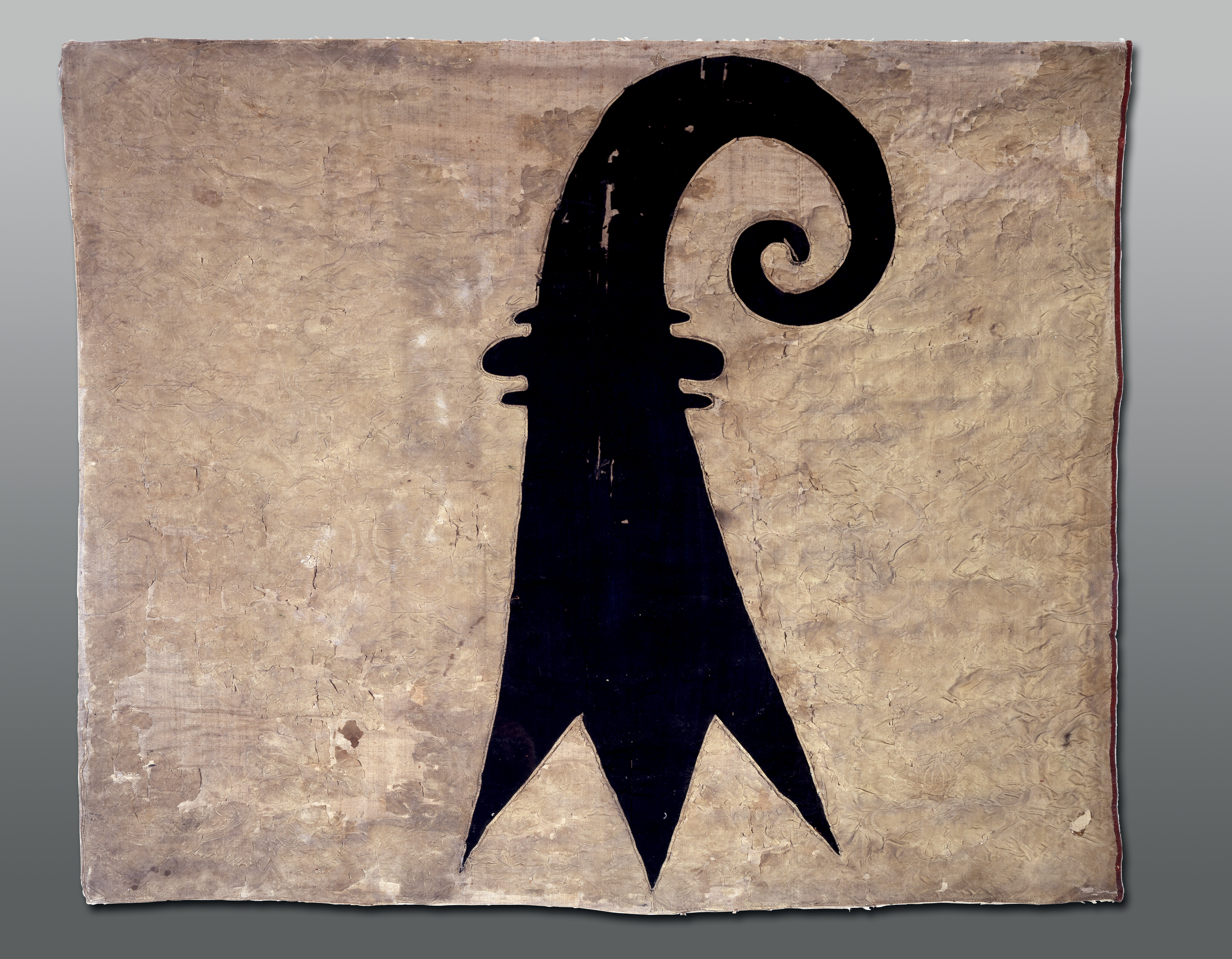
Найстаріший збережений міський прапор (кінець XV століття)
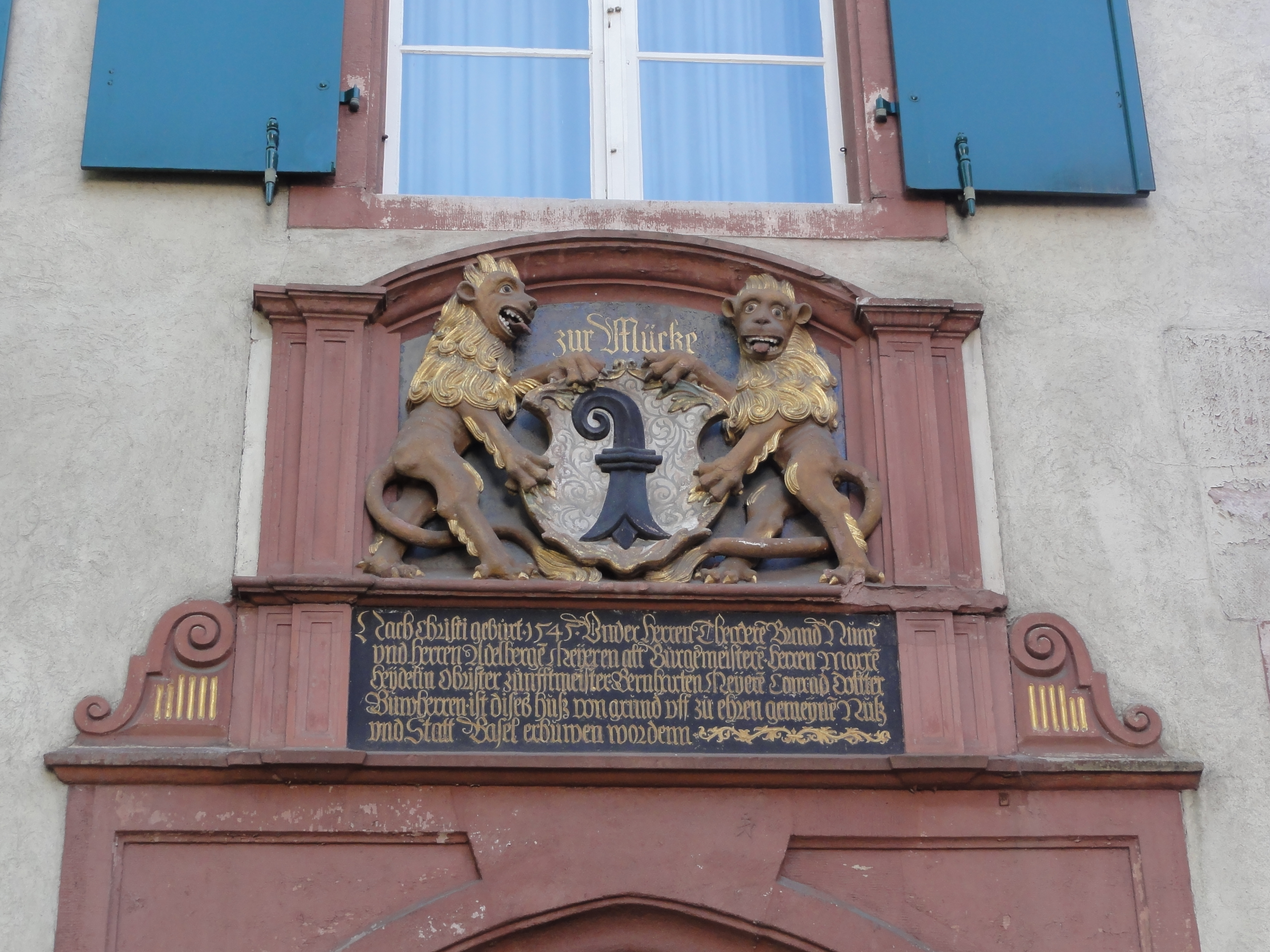
Леви як щитотримачі
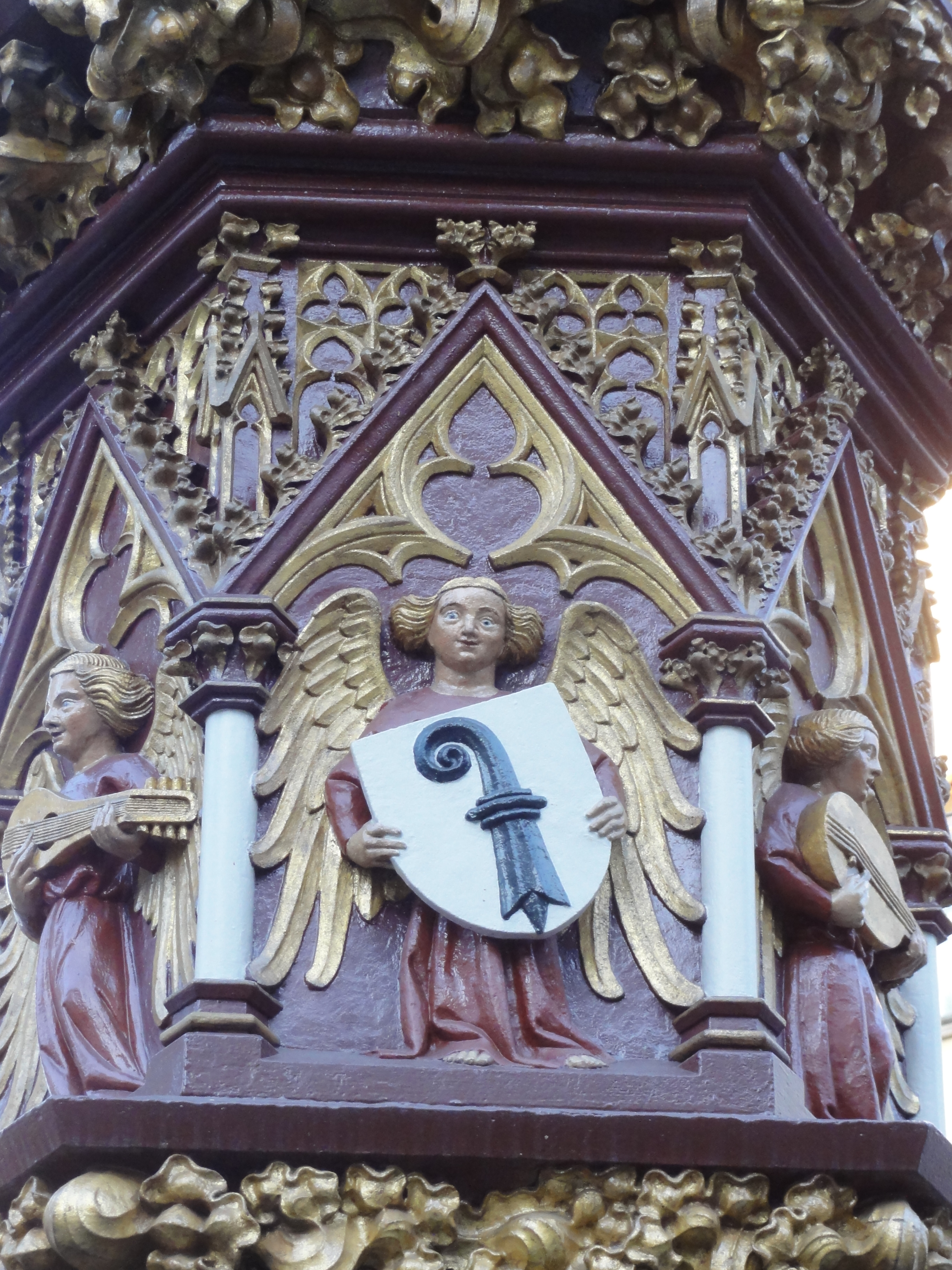
Янгол як щитотримач
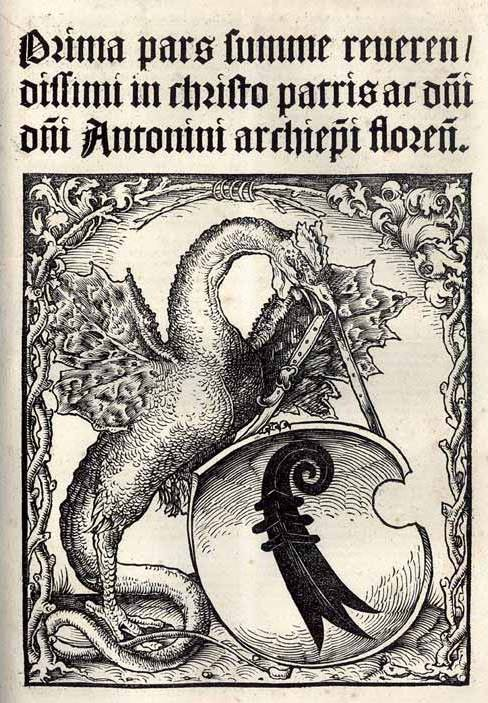
Василіск як щитотримач (близько 1510 р.)
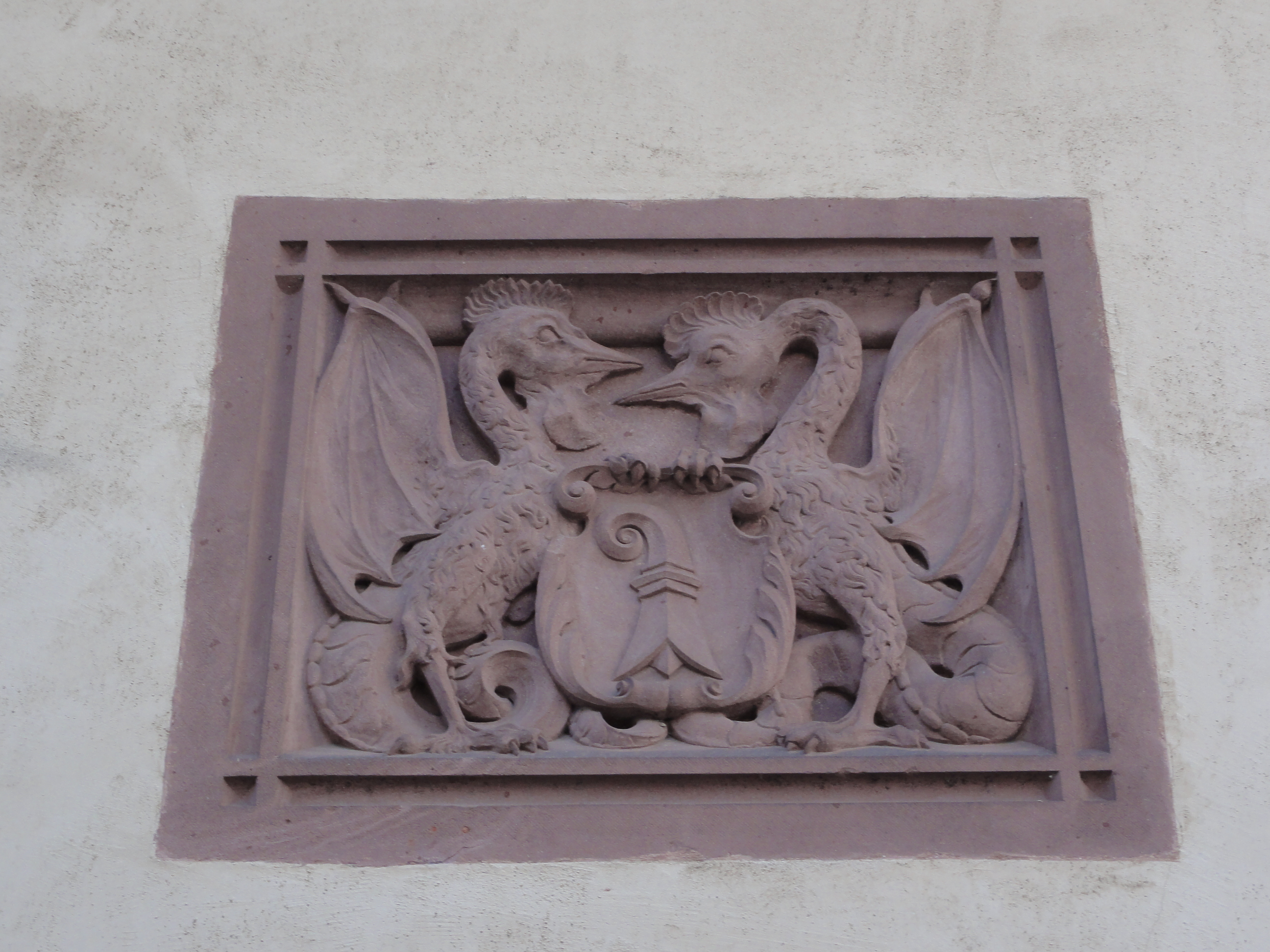
Василіски як щитотримачі
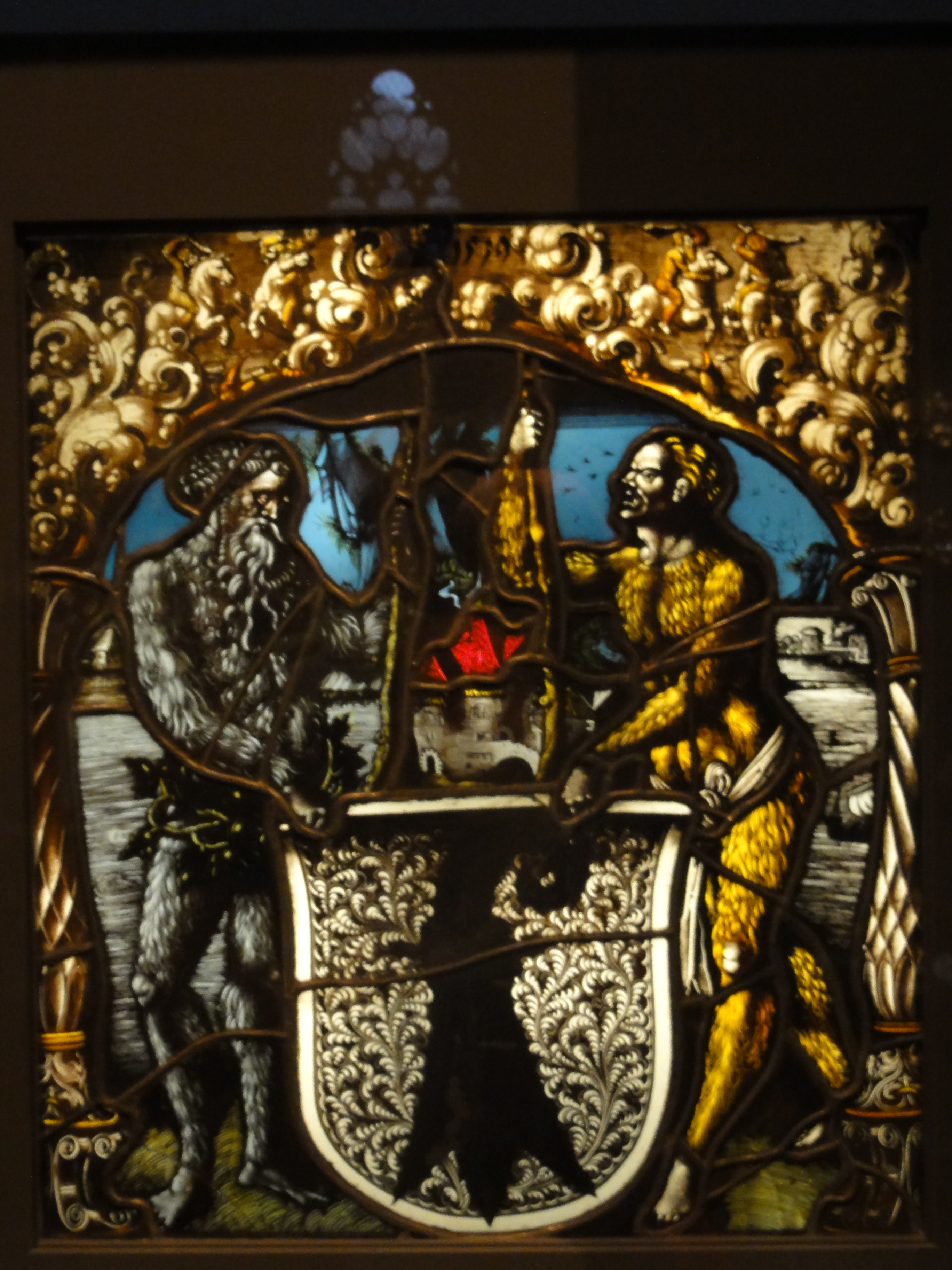
Дикі люди як щитотримачі
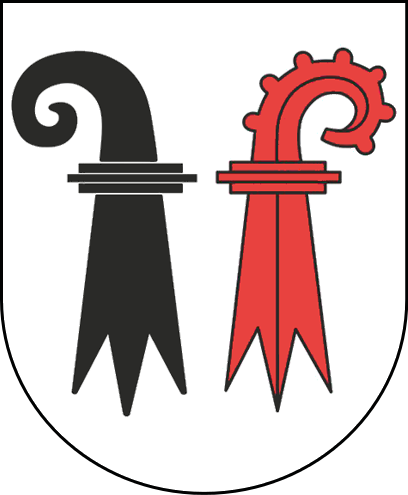
Герб двох Базелів
Повний прапор Базель-Штадту
Повний прапор обох Базелів
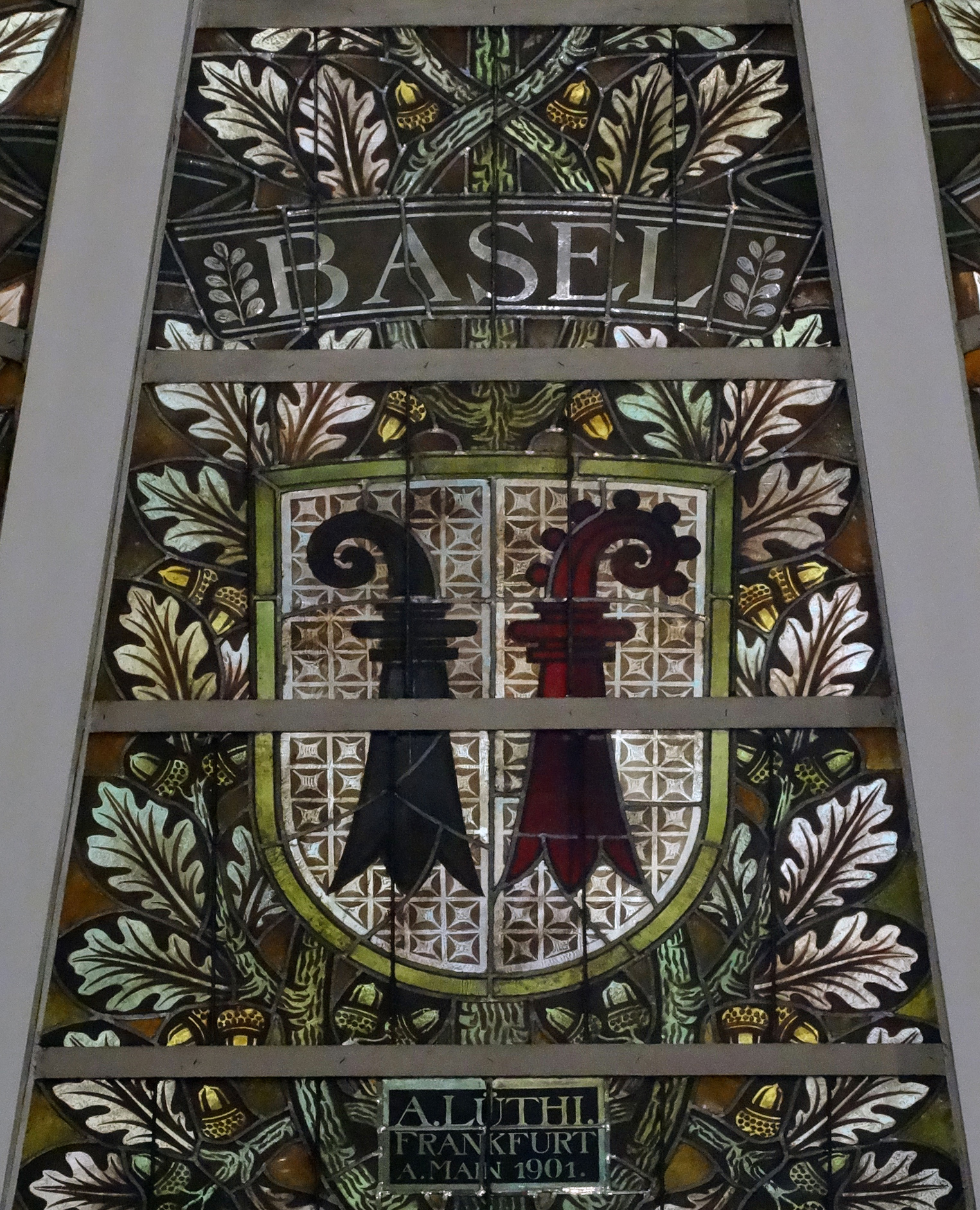
Вітраж із гербами двох Базелів на куполі Федерального палацу
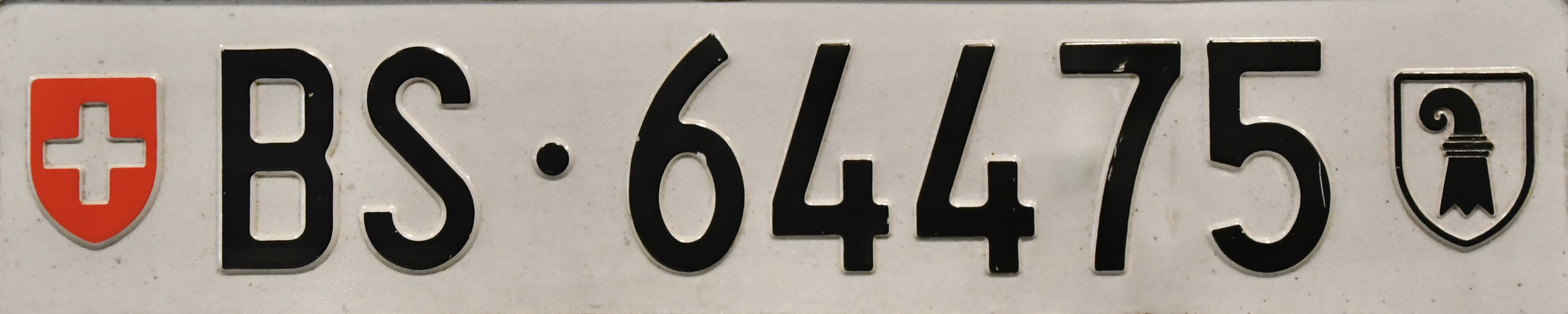
Задній номерний знак міського автомобіля Базель-Штадту